# كارولين فيس
كارولين فيس (بالهولندية: Caroline Vis)‏ مواليد 4 مارس 1970 في فلاردينجن، هي لاعبة كرة مضرب هولندية سابقة بدأت مسيرتها كمحترفة سنة 1989 وكانت تلعب باليد اليمنى، اعتزلت اللعب في 2006. أعلى تصنيف لها في الفردي كان المركز الـ 111 في سنة 1994.

## روابط خارجية
- كارولين فيس على موقع رابطة محترفات التنس (الإنجليزية)
- كارولين فيس على موقع الاتحاد الدولي لكرة المضرب (الإنجليزية)
- كارولين فيس على موقع كأس بيلي جين كينغ (الإنجليزية)
- كارولين فيس على موقع بطولة ويمبلدون (الإنجليزية)
- كارولين فيس على موقع خلاصة التنس.كوم (الإنجليزية)